# 拉特利奇鎮區 (伊利諾伊州德威特縣)
拉特利奇鎮區（英語：Rutledge Township）是位於美國伊利諾伊州德威特縣的一個行政鎮區。

## 地方資料
根據2010年美國人口普查的數據，拉特利奇鎮區的面積為63.30平方千米，當中陸地面積為63.25平方千米，而水域面積為0.05平方千米。當地共有人口177人，而人口密度為每平方千米2.8人。